# Válogatás „nélküli” lemez
A Válogatás „nélküli” lemez az Irigy Hónaljmirigy 2014-ben megjelent stúdióalbuma. A cím szójáték a válogatáslemez szóval. Az albumon a korszak leghíresebb slágereit parodizálták. A Mahasz-listán a 10. helyig jutott.

## Az album dalai
1. Fluor – Kéthetes gatyó (Mizu-paródia)
2. ByeAlex – Az én hentesem (Az én kedvesem paródia)
3. Majka – Kakaó gengszter (Belehalok-paródia)
4. Varga Viktor – Rémes élet
5. Caramel – Nyekergés
6. Compact Disco – Kicsit Coldplay a dal
7. Keresztes Ildikó – Kicsit sírhatok
8. Kistehén Tánczenekar – Szájber gyerek kérjél bocsánatot
9. Ákos – Tragikus videó
10. Éliás Jr. – Jó vagyok?
11. Fekete Vonat – A tenger túlsó oldalán
12. István, a király – Mulat a király